# Fujibayashi Shōko
Fujibayashi Shōko (藤林 聖子 (Đằng Lâm Thánh Tử) sinh 18 tháng 2 năm 1972) là một nhà viết ca từ Nhật Bản, người đã viết ca từ cho một vài bài nhạc chủ đề chương trình truyền hình tokusatsu. Gần đây, Fujibayashi làm việc với Naruse Shuhei cho ca từ của Kamen Rider Den-O, Kamen Rider Kiva và các bộ phim của họ. Bà cũng làm việc với Mizuki Nana, May'n, BoA, Ken Hirai, Sowelu, Shimokawa Mikuni, Crystal Kay, Arashiro Beni, Issa of Da Pump, Lead và Kanno Miho.